# 음렬

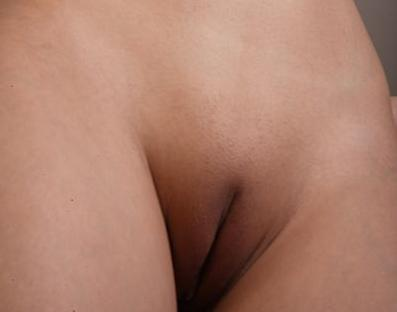
음모를 제모한 여성의 음렬

음렬(陰裂, rima pudendi) 또는 음부틈새는 여성의 외음부에서 대음순에 의해 형성된 틈이다. 여성이 출산 또는 성교를 할 때 질 주변의 피부를 확장하기 위한 공간으로 알려져 있다. 음렬은 모든 여성의 외음부에 존재하며 세로 방향으로 갈라진 틈으로 확인할 수 있다. 다만 여성의 나체를 예술·만화·애니메이션 등으로 표현할 경우 사적인 부위로 여겨지는 음렬은 그려지지 않는 경우가 많다.
남녀의 외성기의 외견적 특징을 단적으로 나타낸다면 남성은 볼록하고 여성은 오목하다. 여성의 오목한 부분이 소위 말하는 "깨진 부분"이나 "찢어진 부분"이며 학문적으로는 음렬이라고 한다. 형태가 도끼로 찍은 자국 또는 낙타 발굽과 닮았기 때문에 속옷이나 수영복 위에서 음렬의 형태가 드러나 있는 상태를 영어로는 낙타 발굽(Camel Toe) 또는 도끼자국이라고 부르고 있다. 외음부는 지방 조직이 풍부한 좌우 한 쌍의 대음순에 의해 형성되며 다리가 접힌 상태에서는 좌우의 대음순이 밀착되어 한 조의 세로 열구로 보이므로 이렇게 불린다. 일반적으로 다리가 접힌 상태에서는 여성의 생식 기관 내부를 확인할 수 없다. 반대로 다리를 벌려 대음순을 이반시키면 "음문"이 되고 여성의 생식 기관 내부는 밖에서 보이는 상태가 된다.
몸의 발육과 함께 음렬은 하강하는 경향이 있다. 사춘기 전의 여성 어린이에서는 음렬이 정면으로 뚜렷해 보이지만 성인 여성에서는 음모가 있는 것도 도와주기 때문에 음렬이 정면으로 보이지 않는 경우도 있다. 이는 임신 적령기에 인간의 특징인 직립 자세에서 태아의 성육이나 출산에 적합한 육서 포유류 본래의 체형에 가까운 골반이 약간 후퇴한 자세를 취하도록 근육이 발달하기 때문으로 생각된다. 따라서 적령기가 지나면 원래의 직립 자세에 적합한 골반의 위치로 돌아가는 경우가 많아 음렬의 위치도 정면을 향하는 경향이 있다.
음렬의 길이는 정확히 좌우 대음순이 앞쪽에서 맞는 곳에서 뒤쪽에서 맞는 곳까지의 길이를 나타낸다. 음렬의 길이는 나이·세대·인종마다 차이가 크지만 일반적으로는 몸 크기에 비례하므로 황인종보다 백인이나 흑인 여성이 더 길다.

## 같이 보기
- 음문